# Акбастауський сільський округ (Абайський район)
Акбаста́уський сільський округ (каз. Ақбастау ауылдық округі, рос. Акбастауский сельский округ) — адміністративна одиниця у складі Абайського району Карагандинської області Казахстану. Адміністративний центр — село Акбастау.
Населення — 481 особа (2021; 579 у 2009, 958 у 1999, 1500 у 1989).
Станом на 1989 рік існувала Акбастауська сільська рада (села Акбастау, Калініно, Леніно, Тихоновка, Топорки). 2007 року були ліквідовані села Калініно, Леніно та Тихоновка.

## Склад
До складу округу входять такі населені пункти:
| Населений пункт | Населення, осіб (1989) | Населення, осіб (1999) | Населення, осіб (2009) | Населення, осіб (2021) |
| --------------- | ---------------------- | ---------------------- | ---------------------- | ---------------------- |
| Акбастау, село  | 818                    | 653                    | 579                    | 481                    |
| Калініно, село  | 291                    | 152                    | -                      | -                      |
| Леніно, село    | 211                    | 44                     | -                      | -                      |
| Тихоновка, село | 171                    | 19                     | -                      | -                      |
| Топорки, село   | 9                      | -                      | -                      | -                      |